# HMS H33
HMS H33 – brytyjski okręt podwodny typu H. Zbudowany w latach 1917–1918 w stoczni Cammell Laird w Birkenhead, gdzie okręt został wodowany 24 sierpnia 1918 roku. Do służby w Royal Navy został przyjęty 17 maja 1919 roku.
HMS H33 należał do serii okrętów typu H ze zmienioną konstrukcją. Po internowaniu części okrętów budowanych na zlecenie w Stanach Zjednoczonych zapadła decyzja o przeniesieniu produkcji do Wielkiej Brytanii. Od początku 1917 roku do końca 1920 roku w stoczniach Vickers, Cammell Laird, Armstrong Whitworth, Beardmore oraz HM Dockyard wybudowano 23 okręty tego typu.
W październiku 1944 roku okręt został sprzedany i złomowany w Troon.